# Super Bowl LI
Super Bowl LI var den 51:a upplagan av Super Bowl, finalmatchen i NFL för säsongen 2016. Matchen spelades i Houston och vann gjorde New England Patriots. 

## Matchen
De respektive vinnarna i konferenserna American Football Conference, New England Patriots, och National Football Conference, Atlanta Falcons, möttes på NRG Stadium den 5 februari 2017. New England Patriots var i final för nionde gången och vann sin femte titel. Tränaren Bill Belichick i New England Patriots har varit inblandad i alla segrar. Atlanta Falcons har varit i final en gång tidigare,1999. Även då förlorade laget, mot Denver Broncos.
Arenan är i vanliga fall hemmaplan för Houston Texans. Efter en poänglös första kvart tog Atlanta ledningen i andra med 21-3. I tredje kvarten utökade Atlanta ledningen till 28-9 innan New England i fjärde hämtade in ledningen och kvitterade till 28-28 och tog matchen till förlängning.
Det blev den första Super Bowl att gå till förlängning, och det var dessutom den största upphämtningen, från underläge med 25 poäng, som har gjorts i alla Super Bowl. Ledningen i tredje kvarten med 28-3, och upphämtningen till oavgjort av New England, och sedan vinsten, gav matchen smeknamnet 28-3. Inför förlängningen vann New England slantsinglingen och valde att ta emot bollen och kunde i förlängningens första drive avgöra matchen genom en touchdown av runningbacken James White. Tom Brady, quarterback i New England vann sin femte Super Bowl, och utsågs för fjärde gången till MVP i en Super Bowl.

## Evenemanget
Matchen sågs av 111,3 miljoner tittare.
Countryartisten Luke Bryan sjöng nationalsången i början av evenemanget.
Mellanakt under matchen var Lady Gaga. Mellanakten drog cirka 6 miljoner fler tittare än själva matchen.
En sekunds reklam under årets match kostade 166 000 dollar så 30 sekunder kostade nära 5 miljoner dollar. Reklamen under matchen var fylld av politiska budskap. Uthyrningsföretaget Airbnb visade en reklamfilm som förespråkar öppenhet, tolerans och multikulturalism. Ett byggvaruhus kritiserade det planerade bygget av en mur mellan USA och Mexiko som USA:s president Donald Trump aviserat strax innan. Även ölföretaget Budweiser hamnade mitt i debatten när de visade en film som anspelade på att USA byggdes av immigration. Efter finalen utespelade sig också kritik mot presidenten då spelare ut det vinnande laget New England Patriots valde att inte medverka i den sedvanliga träffen med presidenten då de inte kände sig accepterade och inkluderade i Trumps politiska retorik.